# Aleksander Wyszyński
Aleksander Marian Wyszyński (ur. 26 listopada 1864 w Lublinie, zm. 20 kwietnia 1931 tamże) – polski adwokat, działacz społeczny i samorządowy, polityk, senator III kadencji w II RP.

## Życiorys
Ukończył Lubelskie Gimnazjum Męskie w 1884 roku, po czym rozpoczął studia prawnicze na Cesarskim Uniwersytecie Warszawskim, które ukończył w 1888 roku, uzyskując stopień kandydata nauk prawnych.
Po studiach wrócił do Lublina, gdzie mieszkał i pracował do śmierci.
W 1888 roku został aplikantem adwokackim przy Sądzie Okręgowym w Lublinie, specjalizował się w prawie cywilnym. Od 1890 roku był radcą legacyjnym. W 1894 roku został powołany w poczet adwokatów przysięgłych. Przez około 35 lat prowadził jedną z największych w Lublinie kancelarii adwokackich.
Przed I wojną światową upominał się o wprowadzenie języka polskiego do sądownictwa w zaborze rosyjskim. W czasie wojny odegrał znaczącą rolę (w okresie okupacji austriackiej od sierpnia 1915 roku) w organizowaniu sądów obywatelskich w Lublinie jako organów polskich. W okresie 1915–1918 był syndykiem miasta Lublina. Przez kilka lat należał do Okręgowej Rady Adwokackiej w Lublinie, a 24 marca 1924 roku został wybrany na członka Naczelnej Rady Adwokackiej.
Był m.in. członkiem Towarzystwa Szerzenia Oświaty „Światło”, Towarzystwa Prawniczego oraz Straży Grodzkiej w Lublinie. W 1916 roku wszedł do władz Towarzystwa Kredytowego Miejskiego w Lublinie, a w okresie 1917–1931 był jego prezesem. Działał w Izbie Przemysłowo-Handlowej w Lublinie. Czterokrotnie był wybierany radnym Lublina (1916, 1918, 1927 i 1929). Był ławnikiem magistratu (w okresie 28 czerwca 1917 – 28 marca 1918). Od 26 marca 1919 roku był członkiem Komisji Finansowej przy Magistracie Lublina. W okresie 1927–1929 przewodniczył Klubowi Demokratycznemu i Komisji Finansowo–Budżetowej Rady Miejskiej w Lublinie. 1 marca 1929 roku wszedł w skład powołanej przez wojewodę Rady Przybocznej, działającej przy urzędzie kierownika komisarycznego Zarządu Miejskiego w Lublinie Seweryna Czerwińskiego.
Politycznie był związany z BBWR, od kwietnia 1929 roku był wiceprezesem Rady Grodzkiej BBWR w Lublinie. Z listy tego stronnictwa 23 listopada 1930 roku został wybrany z Lublina w wyborach parlamentarnych na senatora RP III kadencji (1930–1935).
Był odznaczony Orderem Odrodzenia Polski.
Zmarł nagle 20 kwietnia 1931 roku w Lublinie i został pochowany na miejscowym cmentarzu przy ul. Lipowej.

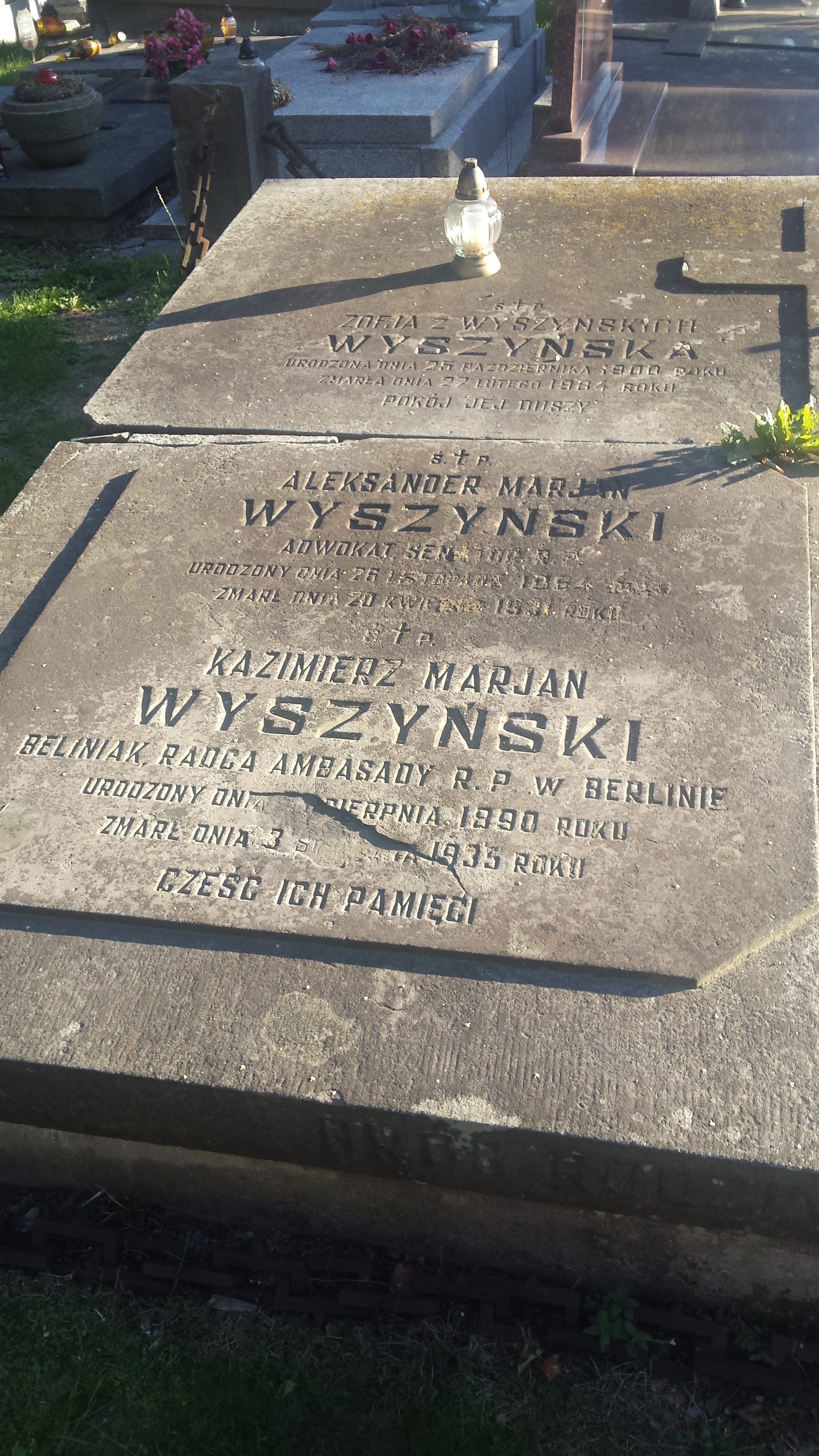
Grób Aleksandra i Kazimierza Wyszyńskich na cmentarzu przy ulicy Lipowej

## Życie prywatne
Był synem Jana Wyszyńskiego, herbu Trzywdar, patrona Trybunału Cywilnego, i Marii z Jasieńskich.
Był dziesiątą z kolei osobą w rodzinie Wyszyńskich, będącą prawnikiem.
Ożenił się w 1888 roku z Zofią Michaliną Gałecką, córką lubelskiego złotnika Jana Gałeckiego. Mieli 12 dzieci: Janinę (1889–1969), Kazimierza Mariana (1890–1935), polityka i dyplomatę, Zofię Wacławę (1891–1930), Stefana Wincentego (1894–1967), Marię Aleksandrę (1899–1959), Annę Józefę (1890–1950), Jadwigę Antoninę (1902–1951), Tadeusza Feliksa (1907—1978) i czworo zmarłych w dzieciństwie.